# Babe (песня Take That)
«Babe» («Детка») — песня британского бой-бенда Take That с их второго студийного альбома Everything Changes (1993).
Автор песни Гэри Барлоу. На лид-вокале в ней Марк Оуэн.
6 декабря 1993 года песня была издана отдельным синглом и сразу взлетела на 1 место в британском сингловом чарте, скинув с вершины Мистера Блобби с комической песней «Mr Blobby». Это был третий подряд сингл группы Take That на 1 месте в Великобритании. На следующую неделю, однако, Мистер Блобби вернулся на 1 место, не дав группе Take That записать на свой счёт так называемый рождественский номер 1. (Песня, которая в рождественскую неделю находится на 1 месте, получает этот титул.)
До конца 1993 года сингл успел продаться в Великобритании в 350000 экземпляров, став четырнадцатым самым продаваемым синглом года (то есть оказался на 14 месте по суммарным продажам за год в этой стране).